# Homam El-Amin
Homam Al-Amin Ahmed (tiếng Ả Rập: همام الأمين أحمد; sinh ngày 25 tháng 8 năm 1999) là một cầu thủ bóng đá chuyên nghiệp người Qatar hiện thi đấu ở vị trí hậu vệ cho câu lạc bộ Al-Gharafa tại Qatar Stars League và đội tuyển quốc gia Qatar.

## Thống kê sự nghiệp

### Bàn thắng quốc tế
Bàn thắng và kết quả của Qatar được để trước.
| #  | Ngày                | Địa điểm                                          | Đối thủ    | Bàn thắng | Kết quả | Giải đấu               |
| -- | ------------------- | ------------------------------------------------- | ---------- | --------- | ------- | ---------------------- |
| 1. | 21 tháng 7 năm 2021 | Sân vận động PNC, Houston, Hoa Kỳ                 | Honduras   | 1–0       | 2–0     | CONCACAF Gold Cup 2021 |
| 2. | 7 tháng 9 năm 2021  | Stade de Luxembourg, Gasperich, Luxembourg        | Luxembourg | 1–1       | 1–1     | Giao hữu               |
| 3. | 15 tháng 6 năm 2023 | Sân vận động Wiener Neustadt, Wiener Neustadt, Áo | Jamaica    | 1–0       | 2–1     | Giao hữu               |